# Соррел (Луїзіана)
Соррел (англ. Sorrel) — переписна місцевість (CDP) в США, в окрузі Сент-Мері штату Луїзіана. Населення — 711 особа (2020).

## Географія
Соррел розташований за координатами 29°53′19″ пн. ш. 91°37′31″ зх. д. / 29.88861° пн. ш. 91.62528° зх. д. (29.888720, -91.625272).  За даними Бюро перепису населення США в 2010 році переписна місцевість мала площу 5,64 км², з яких 5,48 км² — суходіл та 0,16 км² — водойми.

## Демографія
Згідно з переписом 2010 року, у переписній місцевості мешкало 766 осіб у 261 домогосподарстві у складі 211 родини. Густота населення становила 136 осіб/км².  Було 287 помешкань (51/км²).
Расовий склад населення:
| - 53,4 % — чорних або афроамериканців - 44,6 % — білих - 0,3 % — корінних американців - 0,1 % — вихідців з тихоокеанських островів - 0,1 % — азіатів |

До двох чи більше рас належало 1,3 %. Частка іспаномовних становила 1,8 % від усіх жителів.
За віковим діапазоном населення розподілялося таким чином: 27,8 % — особи молодші 18 років, 62,7 % — особи у віці 18—64 років, 9,5 % — особи у віці 65 років та старші. Медіана віку мешканця становила 33,3 року. На 100 осіб жіночої статі у переписній місцевості припадало 95,4 чоловіків;  на 100 жінок у віці від 18 років та старших — 91,3 чоловіків також старших 18 років.
Середній дохід на одне домашнє господарство  становив 43 230 доларів США (медіана — 45 978), а середній дохід на одну сім'ю — 45 329 доларів (медіана — 46 304). За межею бідності перебувало 11,0 % осіб, у тому числі 20,8 % дітей у віці до 18 років та 24,1 % осіб у віці 65 років та старших.
Цивільне працевлаштоване населення становило 216 осіб. Основні галузі зайнятості: освіта, охорона здоров'я та соціальна допомога — 25,5 %, будівництво — 23,1 %, фінанси, страхування та нерухомість — 13,0 %, транспорт — 8,3 %.